# Lycomorpha
Lycomorpha is een geslacht van vlinders van de familie spinneruilen (Erebidae), uit de onderfamilie Arctiinae.

## Soorten
- L. brillans Barnes
- L. deserta H.Edwards, 1881
- L. drucei Hampson, 1901
- L. fulgens H.Edwards, 1881
- L. grotei Packard, 1864
- L. nigridorsata Dognin, 1916
- L. pholus Drury, 1773
- L. splendens Barnes & McDunnough, 1912
- L. strigifera Gaede, 1926